# Ilaiy Feingold
Ilay Feingold (hebreo: עילי פיינגולד; Netanya, Israel, 23 de agosto de 2004) es un futbolista israelí que juega como defensa en el Maccabi Haifa F. C. de la Liga Premier de Israel.

## Trayectoria
El 6 de diciembre de 2023 debutó con el Maccabi Haifa F. C. en la fase de grupos de la Liga Europa de la UEFA 2023-24, que concluyó con un empate a domicilio (0-0) contra el Villarreal C. F.
El 17 de diciembre debutó con el Maccabi Haifa en la primera división israelí, formando parte de la alineación inicial (XI), en el destacado derbi de Haifa, que se saldó con una victoria por 3-0 del club de Feingold sobre su rival de la ciudad, el Hapoel Haifa F. C.

## Selección nacional
Ha jugado con la selección israelí sub-19, en la que desempeñó un papel crucial como titular en el Campeonato Europeo de la UEFA Sub-19 de 2022, celebrado en Eslovaquia, y contribuyó a que su país natal, Israel, obtuviera el segundo puesto (subcampeón) en la fase final, justo por detrás de Inglaterra sub-19, a la postre campeona.
También jugó en la posterior Israel sub-20, aportando otra participación esencial suya, Copa Mundial de Fútbol Sub-20 de 2023 que tuvo lugar en Argentina; donde Israel finalizó en tercer lugar (medalla de bronce).
En 2023 jugó con la selección sub-21 de Israel.
Fue incluido en la selección de Israel para los Juegos Olímpicos de 2024, donde jugó los tres partidos de Israel contra Malí, Paraguay y Japón.
El 10 de octubre de 2024 consiguió su primera convocatoria con la selección nacional de fútbol de Israel durante un partido de la Liga de las Naciones de la UEFA contra Francia.

## Vida personal
Nació y creció en Netanya, Israel, de una familia israelí de ascendencia judía asquenazí (rumano-judía). Su padre Avi Feingold es electricista.
También tiene pasaporte rumano, por sus antepasados judíos asquenazíes, que facilita el paso a ciertas ligas de fútbol europeas.

## Estadísticas

### Clubes
Actualizado al último partido disputado el 5 de octubre de 2024.
| Club                       | Div.          | Temporada     | Liga  | Liga  | Liga   | Copas nacionales | Copas nacionales | Copas nacionales | Copas internacionales | Copas internacionales | Copas internacionales | Total | Total | Total  |
| Club                       | Div.          | Temporada     | Part. | Goles | Asist. | Part.            | Goles            | Asist.           | Part.                 | Goles                 | Asist.                | Part. | Goles | Asist. |
| -------------------------- | ------------- | ------------- | ----- | ----- | ------ | ---------------- | ---------------- | ---------------- | --------------------- | --------------------- | --------------------- | ----- | ----- | ------ |
| Maccabi Haifa F. C. Israel | 1.ª           | 2023-24       | 21    | 0     | 1      | 4                | 0                | 0                | 6                     | 0                     | 0                     | 31    | 0     | 1      |
| Maccabi Haifa F. C. Israel | 1.ª           | 2024-25       | 5     | 0     | 0      | 0                | 0                | 0                | —                     | —                     | —                     | 5     | 0     | 0      |
| Maccabi Haifa F. C. Israel | Total club    | Total club    | 26    | 0     | 1      | 4                | 0                | 0                | 6                     | 0                     | 0                     | 36    | 0     | 1      |
| Total carrera              | Total carrera | Total carrera | 26    | 0     | 1      | 4                | 0                | 0                | 6                     | 0                     | 0                     | 36    | 0     | 1      |